# Притворись моим парнем
«Притворись моим парнем» (оригинальное название: 20 ans d'écart с фр. — «Разница в 20 лет») — французский художественный фильм в жанре кинокомедии, поставленный режиссёром Давидом Моро. Мировая премьера состоялась 19 января 2013.

## Сюжет
Главная героиня Алиса Лантенс — редактор модного, популярного молодёжного журнала Rebelle, ей тридцать восемь, она одинока и воспитывает дочь. За Алисой уже давно закрепилась репутация пресной, пунктуальной, сдержанной леди, но это не устраивает её начальника, который хочет, чтобы его вдохновляли, хочет провокаций и спонтанных поступков, свойственных молодому поколению, именно таким, по мнению её начальника, должен быть редактор молодёжного журнала.
Однажды, возвращаясь из командировки, она оказывается в самолёте с молодым парнем по имени Бальтазар и теряет флешку с материалом для нового выпуска журнала Rebelle. Флешку находит Бальтазар.
Молодой человек хочет вернуть информационный носитель Алисе. Эту встречу запечатлевают на мобильный телефон «доброжелательные» коллеги Алисы и выкладывают в твиттер, после чего по офису быстро распространяется слух, что она встречается с человеком младше её. Этот слух безумно нравится начальнику Алисы, который видит в такой связи мятеж. Алиса обнаруживает, что именно данная ситуация поможет ей добиться успеха и закрепиться на посту редактора молодёжного журнала о моде. Пытаясь играть свою роль ради продвижения по карьерной лестнице, Алиса обнаруживает, что парень влюблён в неё на самом деле.

## В ролях
- Виржини Эфира — Алиса Лантенс
- Пьер Нине — Бальтазар Апфель
- Шарль Берлен — Люк Апфель, отец Бальтазара
- Жиль Коэн — Венсан Кан, босс Алисы, главный редактор журнала
- Амели Гленн — Лиз Дюшене
- Камила Джепи — Элизабет Лантенс, сестра Алисы
- Микаэль Абитбуль — Симон Мейер, коллега и друг Алисы
- Камиль Пелисье — Полина
- Женна Азулай — Зои
- Софи-Мари Ларруи — Клементина
- Артюр Мазе — Гийом, друг Бальтазара
- Франсуа Сивиль — юноша в амфитеатре
- Луи-До де Ланкесэ — Жюльен, бывший муж Алисы и отец ее дочери.

## Производство
Большая часть сцен снималась в Париже. В фильме запечатлены улица Сен-Виктор в 5-м округе, Эспланада Инвалидов в 7-м округе, набережная Жемап в 10-м округе, Дворец Иена и пересечение улицы Бетховена и бульвара Делесер в 16-м округе, штаб-квартира французской коммунистической партии в 19 округе.
Некоторые сцены фильма были сняты в студиях Cité du Cinéma Люка Бессона в пригороде Парижа — Сен-Дени.
Сцены, происходящие в вымышленном архитектурном университете, в котором учится Бальтазар, были сняты в кампусе Высшей центральной школы Парижа.

## Награды
В 2013 году Пьер Нине был удостоен премии кинофестиваля в Кабуре за лучшую мужскую роль.